# X operations
X operations（エックス オペレーションズ）は、team MITEIが制作し2003年に初版リリースした、無料のパソコンゲームでFPSゲーム。通称XOPS。
なお、開発チームであるteam MITEIについても解説する。詳しくはteam MITEI 概要の項を参照。

## 概要
ゲームの正式名称は「X operations」であるが、ユーザー間では一般的に「XOPS」と略称で表記・呼称され、作者自身が使うことも多い。なお呼称がXOOPSと似ているが関連性は全くない。
無料の日本産FPSであり、スポーツ系FPSではなくリアル系FPSとされている。プレイヤーはゲーム中の人物の1人となり行動する。戦争や紛争のような大規模な戦闘ではなく、小規模なテロや抗争がメインで短期戦が中心である。ゲーム自体にストーリー性はない。
初版リリースは、2003年5月に公開されたシングルプレイヤー版（オフライン版）である。2005年6月にマルチプレイヤー版（オンライン版）が公開され、2006年5月にX operations TOOLSが公開された。
今後の開発予定について、開発者であるnine-twoは2007年1月に自身の個人サイトで、「バグ修正やチート対策、細かい追加改良はしても大幅な機能追加は多分しません。」と発表した。その後2012年12月に0.975tを公開した際、nine-twoは「本当はもう弄るつもりは無かった」と、以降バージョンアップするつもりはなかったと述べている。
有志によりMODが開発・公開されている。詳しくは改造（MOD）の項を参照。また、オープンソースで互換性を持ったクローンを開発するプロジェクトも存在する。

## ゲームシステム
シングルプレイ版とマルチプレイ版の2つがあるが、操作方法や登場する武器は一緒である。シングルプレイヤー版はミッションごとに異なる様々な目的を達成していくことが目的で、マルチプレイヤー版はチームに分かれ相手チームを全滅させることが目的である。
完全無料のダウンロードゲームであり、インストール作業もユーザー登録（アカウント）なども不要である。
表示方法はフルスクリーンモードとウインドウモードを選択できるが、解像度は640×480（VGA）固定である。また、ゲームパッドの公式サポートはしていない。
武器を除いて、プレイヤーが装備および使用できるアイテムの概念は存在しない。体力の回復アイテムもないため、ゲームプレイ中にダメージを受けるとミッションが終了するかリセット・やり直すまで（マルチプレイヤー版の場合1ゲームが終了するまで）、体力が減った状態でプレイを続ける。武器の弾薬補充を行うアイテムも存在しない。シングルプレイヤー版ではケースも存在するが、ケースの奪取するミッションで使用する物で、戦闘では使用できないもののゲームシステム上は武器として取り扱っている。

## シングルプレイヤー版
ミッションごとに異なる様々な目的・作戦を達成することが目的。敵や味方はコンピュータが操作するが、敵や味方の人数はミッションによって異なる。ミッションはプレイヤーが自由に選択できる。
ミッションプレイ中に途中セーブを行う機能はないため、ゲームオーバーになるとそのミッションは最初からプレイし直すことになる。
バージョン 0.96では、58個のミッションが標準で用意されている。プレイヤー自身の立場は、警察官やボディーガード、テロリストといった反政府組織などミッションにより異なる。

### 追加ミッション
ユーザの制作したミッション（追加ミッション、アドオン、拡張ミッションなどと呼ばれる）を追加できる。
作成する際には、公式に提供されているX operations TOOLSを利用できる。
なお、ゲーム自体の作者であるnine-two自身も、一部ユーザーが作成した追加ミッションを入手してプレイしたことがあると明かしている。

## マルチプレイヤー版
ネットワークを通じて多人数でプレイするオンライン版で、作者はテスト版という名目で公開している。敵や味方は実際に人が操作する。
マルチプレイヤーオンライン形式で、ロビーサーバは用意されているが、公式なゲームサーバは用意されていない。よってマルチプレイヤー版をプレイする場合、有志により立てられている（非公式な）ゲームサーバを利用するか、自分でゲームサーバを立てる必要がある。単に「サーバ」と呼ぶ場合は一般的にゲームサーバを指すため、以降はゲームサーバを「サーバ」と略す。
稼働中のサーバ一覧を提供する、ロビーサーバが存在する。ロビーサーバへの登録を有効にしたサーバが掲載される。
LOBBY SERVER MESSAGE（ロビーサーバメッセージ）と呼ばれる一言メッセージも表示され、最新バージョンの公開を知らせる連絡や、ゲームとは直接関係のない発言などと不定期に更新されている。
個々のユーザーをアカウントで管理していないため、チートなどの不正行為を行ったユーザーに対しても、ゲーム全体で公式的な制裁処置が行われることはない。ただし、環境識別値（後述）により各サーバごとに対応することは可能である。

### ゲーム進行
RED TEAMとBLUE TEAMの2グループに分かれ、味方と協力しながら制限時間以内に相手を全滅させることが目的である。標準では試合毎にランダムにマップやチーム分けが変わり、制限時間は2分30秒である。シングルプレイヤー版と異なり、特定人物の護衛や対象物の破壊などの特殊ルールはない。
他のFPSゲームにある「復活（リスポーン）」といった概念は無い。自分が試合中に死亡すると、その試合が終わるまでカメラを自由に操作し、他のプレイヤーの戦闘を観戦する事になる。

## X operations TOOLS
X operations TOOLSは同作者のnine-twoが公開しているX operations用のマップ・ミッション・MIFファイルを作成する各公式ソフトウェアの総称である。2006年5月時点で公開されているバージョンは1st edition。
シングルプレイヤー版向けのデータを作成するための情報が、説明書として提供されている。ただし、2006年4月に公開された0.96に合わせた説明であり、それ以降のバージョンとは一部仕様が異なる。マルチプレイヤー版向けデータの作成については「それぞれのドキュメントかサイト上で公開します」としているものの、2014年8月時点で公式情報は提供されていない。
ブロックエディタ（マップエディタ）とポイントエディタ（ミッションエディタ）は、CADのような作りになっている。

## team MITEI 概要
team MITEI（チームみてい）とは、このゲームを制作している開発チームである。チーム未定と表記されることもある。nine-twoとTENNKUU（天空）の日本人2人で結成されているが、2人の関係や結成の経緯などは公表されていない。
開発チームとしての制作作品はこのゲーム（X operations）が一作目で、2006年4月時点で「今後の活動も未定」としており、2022年8月現在他のゲームは発表していない。
2人とも個人サイトを所有しているが、開発チームとしての公式サイトは無い。ゲームの最新バージョンや修正版などは、nine-twoのサイトで配布されている。TENNKUUのサイトでは2008年7月頃まで追加マップを公開していたが、サイトリニューアルに合わせて一部データが入手不能になった。（データ自体は、有志により一部改造し再配布されている。）

## ゲームの評価
ゲームの配布元であるベクターでは、ゲームカテゴリのダウンロードランキングにおいて、2007年10月15日から同21日までの1週間で、シングルプレイヤー版が1位、マルチプレイヤー版が3位だった。2009年2月25日の時点で、同カテゴリの累計ダウンロード数はシングルプレイヤー版が3位である。なお、Windows版ソフトウェアの年間総合ダウンロードランキングでは、
2004年・42位、2005年・19位、2006年・23位、2008年・52位、2009年・49位である（2007年はランキング外）。
米国版About.com PC Gamesは、ゲームをOpXとも略してシングルプレイヤー版を紹介し、「任意の順番でミッションを選択しプレイできる。」「いくつかのミッションは簡単だが、いくつかは難しく慎重に計画し何度か試行錯誤が必要である。」と評価した上で、他のFPSゲームと比べてリアルな点として「頭に一発被弾するだけで死亡することが珍しいことではない。」とも評価した。
2005年にゲームレビュー本で、「集中力必須！　楽しさと緊張感の連続」と題して、「市街地を舞台にした3Dコンバットゲーム」「慎重な行動が重要です。　（引用略）　臨場感たっぷりの戦場のスリルを存分に堪能してください。」と紹介された。
2006年に雑誌Windows100%は、「数々の戦場を渡り歩く超充実FPS」「ボリューム満点の58ミッション」「拡張性にも優れたシステムにより国内のみならず海外でもファンの多い名作フリーFPS」と紹介し評価した。
2008年に窓の杜は、特集：週末ゲームで「入門にピッタリのFPS」と題して紹介し、「緊張感のある銃撃戦が楽しめるリアル系FPS」「スペックの低いパソコンでも楽しめる、操作がシンプルで入門にも適したFPS」と評価したものの、「グラフィックのクオリティがそれほど高くない、“しゃがみ”や“ほふく前進”がないなど、最新の市販FPSを遊んでいる人にとっては物足りなさを感じるかもしれない」とも指摘している。
このゲームの作者であるnine-two自身は、2012年にゲームのAIについて「NPCが非常に馬鹿」とコメントしたほか、同時に「この頃のコードは本当に酷い。よく動いてるなと驚いた。」とも述べている。